# Rio Dell (Kalifornia)
Rio Dell – miasto w Stanach Zjednoczonych, w stanie Kalifornia, w hrabstwie Humboldt. Według spisu ludności przeprowadzonego przez United States Census Bureau w roku 2010, w Rio Dell mieszka 3363 mieszkańców.